# Ейткин (окръг, Минесота)
Окръг Ейткин (на английски: Aitkin County) е окръг в щата Минесота, Съединени американски щати. Площта му е 5167 km², а населението - 15 301 души (2000). Административен център е град Ейткин.